# Stephan Reusse
Stephan Reusse (* 1954 in Pinneberg) ist ein deutscher Künstler.

## Leben und Werk
Reusse machte eine fotojournalistische Ausbildung an der Folkwang-Schule in Essen. Während seines Studiums bei Harry Kramer begann er mit dem Hervormalen von Fotografien, entwickelte Formen des Einbrennens von Fotografien in Keramik und eröffnete sich die Thermografien als künstlerischen Handlungsraum.
In Reusses künstlerischem Werk sind, Performances, Objekte (u. a. Teppiche) und Installationen, Neonarbeiten, Laserarbeiten und Zeichnungen auf Papier zu finden, die auf methodischen, bildtheoretischen/medienreflexiven und inhaltlichen Ebenen komplexe Beziehungen unterhalten. Das Experimentelle, die Performance, die Erforschungen der „apparativen Realitäten“ und ihre möglichen Verschaltungen mit der abstrakten Malerei sind der Arbeit an „authentischen, unverbrauchbaren Bildern“ (Stephan Reusse) gewidmet.
1998 bis 1999 war er zu einem zweijährigen Arbeitsaufenthalt an der CalArts in Los Angeles. Dort entwickelte er Interesse auf soziale Botschaften, wie sie sich zum Beispiel in seiner Werkgruppe „Sleeper/Victims“, seinen Bildern von obdachlosen Menschen zeigen. Seine Werkgruppe der „Künstlerportraits“ setzt nicht nur auf die inszenierte Ablichtung des Gegenübers, sondern vermittelt seine Wahrnehmung und Auseinandersetzung mit der Arbeit und der Person anderer Künstler. Dazu gehören u. a. die als „Collaborations“ betitelten Werkgruppen. Darunter befinden sich Porträts von und Zusammenarbeiten mit Joseph Beuys, John Baldessari, Paul Thek, Rosemarie Trockel, Jeff Koons, Nam June Paik und vielen anderen.
Die in den letzten Jahren entstandenen Laserarbeiten beruhen auf Vektorisierungen. Sie basieren auf realen – gefilmten – Bewegungen und wurden nicht etwa aus einer virtuellen Welt generiert. Diese Arbeiten bezeichnet er als „imaginäre Lichtskulpturen“.

## Beteiligungen an Gruppenausstellungen (Auswahl)
- 2021 Look at this, Pinakothek der Moderne, München/DE
- 2020 Stephan Reusse – Collaborations, Neue Galerie Höhmannhaus, Augsburg/DE
- 2020 Nancy Spero, Louisiana Museum of Modern Art, Humlebæk/DNK
- 2019 Nancy Spero, Folkwangmuseum Essen/DE
- 2019 Stephan Reusse – Laserworks, Kunstmuseum Celle, Celle/DE
- 2015 Le chat et ses photographes, Museum Maison Européenne de la Photographie, Paris/Frankreich
- 2014 Unpainted, media Artfair, Postpalast München/Deutschland
- 2013 Scheinwerfer, Kunstmuseum Celle/Deutschland
- 2012 Light Line (Un)Real, Zentrum für Internationale Lichtkunst, Unna/Deutschland
- 2011 Blink – Light, Sound and the Moving Images, Denver Art Museum/USA
- 2010 The Rhythm of Istanbul, AKBANK Sanat, Istanbul/Türkei
- 2009 Hundred Stories about Love, 21st Century", Museum of Contemporary Art, Kanazawa/Japan